# 斉藤ひろし
斉藤 ひろし（さいとう ひろし、1959年 - ）は、日本の脚本家である。東京都出身。

## 人物
1984年ディレクターズカンパニー・シナリオコンペで佳作入賞。以後、ビデオシネマ、テレビドラマの脚本などを手がける。
1991年公開の『遊びの時間は終らない』で、劇場用映画の脚本家デビューをした。
2000年第33回シッチェス・カタロニア国際映画祭で最優秀脚本賞を
日本人唯一『秘密』で受賞。
2004年第27回日本アカデミー賞優秀脚本賞を『黄泉がえり』で受賞。
2018年第41回日本アカデミー賞で同賞を『ナミヤ雑貨店の奇蹟』で二度目の受賞。
以前は、TVドラマやオリジナルビデオの脚本も書いていたが、現在は映画作品の脚本を中心に活動している。
著書『1週間でマスター 斉藤ひろしのシナリオ教室』出版元：雷鳥社の人物評では、「自身で企画を提示して、作品化するというオリジナルにもこだわってきた。」と紹介され、書評などでは、ざっくばらんな語り口が「脱力系の語り口」と紹介されている。
初期は、コメディタッチの脚本が多かったが、シリアスな脚本も書いている。

## エピソード
本人によると脚本家になる前、公務員試験に落ち、日活撮影所に助監督試験を受けに行った。その時、偶然に松田優作から「がんばれよ」と声をかけられ非常に嬉しかったが、その試験にも落ちた。その後、ニート生活を送っていたところ、両親に戸塚ヨットスクールに入れられそうになり、家から逃げたというエピソードがある。その件については、ブログで詳細が語られた。
日活芸術学院で講義をした時、「誰でも人生には3回チャンスが訪れる。そのチャンスをつかみ取れるよう準備して、どんなチャンスにでも対応できるようにしておくべき。」と言い、2回のチャンスは逃したが、3回目のチャンスをつかみ脚本家になったという経緯を語った。
脚本家になるまでのエピソードは、著書『1週間でマスター 斉藤ひろしのシナリオ教室』（雷鳥社）の中でも書かれている。

## 主な脚本作品

### 映画
- 『遊びの時間は終らない』（1991年 脚本）
- 『国会へ行こう!』（1993年 脚本）
- 『とられてたまるか!?』（1994年 原作/脚本）
- 『シークレットワルツ』（1996年 脚本）
- 『That's カンニング! 史上最大の作戦?』（1996年 脚本)
- 『シャ乱Qの演歌の花道』（1997年 原案/脚本/出演）
- 『SF サムライ・フィクション』（1998年 脚本）
- 『秘密』（1999年 脚本/出演）
- 『東京★ざんすっ』「ランニング・フリー」（2001年 脚本/出演）
- 『RED SHADOW 赤影』（2001年 脚本）
- 『黄泉がえり』（2003年 脚本）
- 『ドラゴンヘッド』（2003年 脚本）
- 『ROCKERS』（2003年 脚本）
- 『鉄人28号』（2004年 脚本）[6]
- 『4TEENフォーティーン』（2004年 脚本、原作：石田衣良同名小説）
- 『青いうた〜のど自慢 青春編〜』（2005年 原案/脚本）
- 『Life 天国で君に逢えたら』（2007年 脚本）
- 『チーム・バチスタの栄光』（2008年 脚本）[7]
- 『きみの友だち』（2008年 脚本）[8]
- 『252 生存者あり』（2008年 脚本）
- 『ジェネラル・ルージュの凱旋』（2009年 脚本）[9]
- 『余命1ヶ月の花嫁』（2009年 脚本）[10]
- 『こちら葛飾区亀有公園前派出所 THE MOVIE ～勝どき橋を封鎖せよ！～』（2011年 脚本協力）
- 『抱きしめたい -真実の物語-』（2014年 脚本）
- 『娚の一生』（2015年 脚本）
- 『風に立つライオン 』（2015年 脚本）
- 『キセキ -あの日のソビト-』（2017年 脚本）[11]
- 『ナミヤ雑貨店の奇蹟 』（2017年 脚本）
- 『サムライマラソン 』（2019年 脚本）
- 『老後の資金がありません! 』（2021年 脚本）
- 『ハウ』（2022年 原作/脚本）

### ドラマ
- 『世にも奇妙な物語　血も涙もない』（1992年フジテレビ 脚本）
- 『教習所物語』（2000年TBS 脚本 ）

## 海外リメイク作品
- 『盗られてたまるか』（2002年 原作）（『とられてたまるか!?』原作/脚本の韓国版）
- 『秘密 THE SECRET』（2006年）（『秘密』脚本の米国版）
- 『正しく生きよう』（2007年）（『遊びの時間は終らない』脚本の韓国版）
- 『覆面ダルホ〜演歌の花道〜』（2007年 原作）（『シャ乱Qの演歌の花道』原案/脚本の韓国版）
- ドリームワークスが『黄泉がえり』のリメイク権を購入し製作を発表。公開時期は未定。（2008年）
- 『大赢家 The Winners』（2020年）（『遊びの時間は終らない』脚本の中国版）

## 著書
- 『1週間でマスター 斉藤ひろしのシナリオ教室』雷鳥社、2006年3月。ISBN 978-4844134480。
- 『とられてたまるか!?』扶桑社、1994年5月。ISBN 4-594-01429-1。
- 『RED SHADOW 赤影』角川書店、2001年8月。ISBN 4-04-873322-2。
- 『青いうた　のど自慢青春編』キネマ旬報社、2006年5月。ISBN 978-4873762791。
- 『ハウ』朝日新聞出版、2022年2月。ISBN 978-4-02-265030-6。